# Gagik II
Gagik II (in armeno Գագիկ Բ; 1025 circa – Caesarea Mazaca, 2 marzo 1076) è stato Re di Armenia, ultimo sovrano della famiglia dei Bagratidi.

## Biografia

### Il contesto storico
Sotto il Regno di Hovhannes-Smbat, David, un signore feudale che governava Taik, nel corso delle sue battaglie contro i Musulmani, conquistò una vasta area che isolava Manzicerta. David era legato all'Impero Bizantino e, quando morì, tutto il suo territorio fu occupato dall'Imperatore Basilio II, che aveva ripreso la politica dell'annessione, pezzo a pezzo, dell'Armenia al suo impero. Questa politica di occupazione ed espansione fu proseguita anche dai suoi successori.
Alla morte di Hovhannes-Smbat nel 1042, l'Imperatore Michele V, uno dei successori di Basilio II, fu l'Imperatore che riuscì ad annettere l'Armenia. Michele sostenne che il Regno di Ani, in virtù della volontà di Hovhannes-Smbat, alla sua morte fosse lasciato in eredità all'Impero Bizantino.
Quando lo Sparapet armeno Vahram Pahlavouni preparò l'incoronazione del successore di Hovhannes-Smbat, cioè il nipote del Re Gagik II, che all'epoca era sono quattordicenne, l'Imperatore bizantino iniziò a supportare il ribelle Vest Sarkis, un principe armeno favorevole ai Bizantini e ministro del precedente Re, che conquistò la città di Ani con il supporto bizantino.
Dopo questo evento, il Regno di Ani resistette a tre assalti delle forze armate dell'Impero Bizantino, obbligandole alla ritirata.
Bisanzio sfruttò tutte le sue forze per conquistare l'Armenia e una volta per tutte annetterla all'Impero. 
Per questo scopo, inviò un grande esercito nella parte meridionale dell'Armenia e allo stesso tempo convinse il Re albanese ad attaccare l'Armenia da est.
Nella tremenda battaglia che si combatté nei pressi delle mura di Ani, il Generale Vahram Pahlavuni sconfisse pesantemente l'esercito bizantino, obbligandolo ad abbandonare dietro di sé 20.000 cadaveri.
Questa vittoria permise a Vahram Pahlavuni assieme al Catholicos Petros Guedadarts di incoronare Gagik II Re di Armenia e, conseguentemente, di prendere possesso della fortezza di Ani, che era nelle mani di Vest Sarkis. 
Sarkis fuggì alla fortezza di Santa Maria e fu alla fine catturato. Dopo questa grande vittoria, il nuovo Re armeno, assieme a Vahram, si volse contro il secondo nemico, i Turchi selgiuchidi, che ancora cercavano di conquistare il Regno.
Nei due anni successivi, Gagik rinforzò l'esercito e combatté contro le orde selgiuchide. Gregory Pahlavuni, nipote di Vahram, difese la fortezza di Bjni. L'esercito armeno si affrettò a confrontarsi con il nemico presso l'attuale lago di Sevan, dove il Re e il suo comandante divisero l'esercito armeno in due unità: la prima divisione affrontò in battaglia i Turchi selgiuchidi e fece finta di ritirarsi, attirando i Turchi verso la seconda divisione, che era pronta a tendere un'imboscata. 
La battaglia terminò con una sconfitta catastrofica dei Turchi selgiuchidi. Questa sconfitta risuonò come un appello all'unificazione fra i regni feudali armeni. Nel Regno di Vaspurakan, in precedenza sotto la protezione dell'Impero Bizantino e dove la popolazione era stata abbandonata dall'esercito imperiale, la gente anticipò il Re armeno nel respingere i Turchi selgiuchidi al di fuori della patria. 
Sotto il dominio di Gagik II, noto per il suo coraggio come il Leone, gli Armeni si rivoltarono e i Turchi furono obbligati a ritirarsi a Khoy e Salmas.

### Tradimento ed esilio
Vahram intraprese delle trattative con il nuovo Imperatore bizantino Costantino IX Monomaco. Gagik II si offrì come vassallo dell'Imperatore, ma i Bizantini non lo accettarono e prepararono una nuova spedizione affidata al Duca di Iberia, Michael Iasites, il quale fallì di fronte alla resistenza armena. 
L'Imperatore Costantino intendeva proseguire la politica dei suoi predecessori e quindi inviò un esercito per conquistare l'Armenia, mentre allo stesso tempo incoraggiava l'Emiro arabo di Dvin, Abul Uswar, ad attaccare l'Armenia da est. 
Il Re Gagik II, comunque, riuscì a evitare l'assalto di Abul Uswar inviandogli dei doni. Questo permise a Gagik di concentrare le sue forze contro i Bizantini, obbligandoli alla ritirata. Così il Re Gagik II provò di essere degno del trono e della reputazione di Re combattente, che era stata trasmessa di Re in Re sin dai primi sovrani della dinastia Bagratide.
Presto, i Bizantini si resero conto che, se l'Armenia non poteva essere conquistata con la forza, sarebbe stato possibile prenderla con l'inganno.
Gagik II commise il grave errore di perdonare Vest Sarkis per il suo crimine di alto tradimento contro la corona. 
Il traditore era ancora un suddito leale di Bisanzio, costantemente aspirante alla speranza originaria di essere incoronato Re di Armenia, se Bisanzio avesse conquistato l'Armenia. Con l'ausilio di Vest Sarkis, l'Imperatore bizantino invitò Gagik II a Costantinopoli presumibilmente per firmare un trattato di peace permanente.
Gagik II cadde nel tranello e si recò a Costantinopoli. Là l'Imperatore pretese che il Re armeno abdicasse e lasciasse a lui il trono; siccome il Re Gagik II rifiutò, fu incarcerato.
I Bizantini inviarono immediatamente un esercito in Armenia, che era priva della sua guida. 
Al posto del loro Re, gli Armeni considerarono di offrire il trono di Ani a David Anholin di Lori o all'Emiro di Dvin, Abul Uswar, sposato con la sorella di David Anholin. 
Anche Bagrat IV di Georgia fu preso in considerazione, ma in maniera sorprendente non il Re bagratide Gagik-Abas di Kars. 
Il Patriarca Petros non approvò alcuno di questi tre candidati e concedette infine ai Bizantini la città di Ani e altre fortezze. 
Con l'aiuto del tradimento del Catholicos Petros, i Bizantini furono infine in grado di occupare Ani nel 1045. 
Il paese fu immediatamente celebrato come provincia dell'Impero. Non soddisfatto dell'estinzione della vita politica del maggiore dei Regni Armeni, il clero bizantino insistette per la conversione degli Armeni alla fede Greco-ortodossa.
Nel frattempo, dal punto di vista economico, l'Armenia era alla mercé dei funzionari imperiali inviati dalla capitale; questi opprimevano la popolazione con una tassazione pesantissima. La nobiltà armena, soggetto preferito di persecuzione, soffrì l e perdite più pesanti a causa di purghe sistematiche compiute dalle autorità imperiali.
Le sole parti dell'Armenia che continuarono la loro esistenza indipendente furono il Regno di Kars, che riuscì a mantenere la sua indipendenza ancora per circa un ventennio, e il Regno di Lori, che, grazie alla sua posizione geografica, era più sicuro e poté mantenere la sua indipendenza per un altro secolo.
Distruggendo il governo del Regno Armeno Bagratide di Ani, i Bizantini rimossero anche l'unico potere che, forse, era in grado di sostenere un'invasione in grande scala dei Selgiuchidi. Da sola, Bisanzio non poteva conseguire le stesse capacità di difesa che l'Armenia era riuscita a concentrare al fine di respingere i Selgiuchidi. 
Alfred Rambaud a proposito di questo esprime la seguente opinione: "L'occupazione bizantina dell'Armenia portò a conseguenze catastrofiche per ambedue le parti, siccome l'Impero perse il suo collegamento naturale attraverso il quale era collegato all'oriente. Fino ad allora, gli Armeni erano riusciti a sostenere tutti gli assalti, ma quando l'Armenia perse la sua dinastia reale, perse pure tutto il resto."

### Ultimi anni
Come compensazione per il suo Regno, Gagik ricevette il distretto di Lycandus in Asia Minore e la città di Bizou, nelle vicinanze di Caesarea. Gli fu garantito l'utilizzo di un palazzo sul Bosforo a Costantinopoli e una rendita della tesoreria imperiale.
Numerosi sigilli testimoniano Kakikios Aniotes (Gagik di Ani) come Duca della thema di Charsianon. 
Michael Iasites, Duca di Iberia fu incaricato del governo di Ani. Sarkis andò a servizio di Bagrat IV di Georgia. 
Il Vescovo di Caesarea, chiamato Marco, non perse l'occasione di esprimere il suo disprezzo nei confronti di Gagik, che considerava essere un eretico. 
Dopo parecchi insulti di Marcus diretti contro di lui, Gagik assassinò il Vescovo, un atto che rese Gagik ancor più impopolare tra la popolazione locale. Il Vescovo possedeva un cane chiamato Armeno, in modo da disprezzare gli Armeni. Un giorno, Gagik visitò il Vescovo; mise il cane in una borsa di tela e lo batté con bastoni. Quindi sequestrò il Vescovo e lo pose nello stesso sacco del cane, ora impazzito dal dolore. Il Vescovo morì dolorante per le ferite inferte dal suo stesso cane.
Successivamente, il 2 marzo 1076, Gagik fu assassinato dai governatori bizantini di Kyzistra, tre fratelli, che ne mutilarono il corpo e lo appesero sulle mura del forte affinché fosse visto da tutti.
Il suo corpo fu poi sepolto all'esterno del forte, ma in seguito si disse che fosse stato segretamente trasportato in un convento, che aveva edificato in una città chiamata Piza, da un Armeno di Ani chiamato Banik.
Successivamente alla sua morte, la popolazione armena emigrò nuovamente in Cilicia, dove più tardi fu fondato il Regno armeno di Cilicia.
Poco dopo che Gagik fosse ucciso, il suo figlio minore David fu avvelenato da suo suocero perché sospettato di tradimento. 
Il figlio maggiore di Gagik, Johannes, sposò la figlia del Governatore di Ani e vi continuò a vivere, ma si trovava in Georgia al momento della sua cattura. Johannes ebbe un figlio di nome Ashot, che fu pure avvelenato, e il suo corpo fu portato a Piza. Johannes non sopravvisse di molto a suo figlio, cosicché a quel punto la linea maschile bagratide dei Re di Armenia era estinta.
Sotto il Regno di Thoros I del Regno Armeno di Cilicia, la morte del Re Gagik II fu vendicata dalle forze armene, che si impossessarono della fortezza di Kyzistra e sottoposero a esecuzione i tre Bizantini che uccisero l'ultimo Re armeno di Ani.

### Nella narrativa
Gagik appare come personaggio nel romanzo The Fall of Ani (La caduta di Ani) di Pakrad Ayvaziants, che narra degli eventi legati alla caduta della città di Ani e della dinastia dei Bagratidi.